# Diphyus salicatorius
Diphyus salicatorius là một loài tò vò trong họ Ichneumonidae.